# 다산면
다산면(茶山面)은 대한민국 경상북도 고령군의 북동부에 위치한 면이다. 낙동강(사문진교)을 경계로 대구광역시 달성군 화원읍과 마주보고 있다.

## 역사
- 조선시대 성주군 다기방(茶基坊) 또는 다산방(茶山坊)과 벌지방(伐知坊)이 되었다.
- 1906년 고령군에 편입되었다.
- 1914년 4월 1일 다산면과 벌지면을 다산면으로 통폐합하였다.[1] (10리)

| 조선총독부령 제111호 |                    |                                        |
| 구 행정구역          | 신 행정구역        | 신 행정구역                            |
| 고령군 다산면 일원   | 고령군 다산면 일원 | 평리동, 호촌동, 곽촌동, 상곡동, 좌학동 |
| 고령군 벌지면 일원   | 고령군 다산면 일원 | 월성동, 노곡동, 나정동, 벌지동, 송곡동 |
- 1988년 5월 1일 동을 리로 일괄적으로 개칭하였다.[2]

## 행정 구역
| 법정리 | 한자명 | 행정리                                               | 비고            |
| ------ | ------ | ---------------------------------------------------- | --------------- |
| 곽촌리 | 藿村里 | 곽촌1리, 곽촌2리                                     |                 |
| 나정리 | 羅亭里 | 나정1리, 나정2리                                     |                 |
| 노곡리 | 蘆谷里 | 노곡리                                               |                 |
| 벌지리 | 伐知里 | 벌지1리, 벌지2리                                     |                 |
| 상곡리 | 上谷里 | 상곡1리, 상곡2리, 상곡3리, 상곡4리, 상곡5리, 상곡6리 | 면사무소 소재지 |
| 송곡리 | 松谷里 | 송곡1리, 송곡2리                                     |                 |
| 월성리 | 月城里 | 월성리                                               |                 |
| 좌학리 | 座鶴里 | 좌학리                                               |                 |
| 평리리 | 坪里里 | 평리리                                               |                 |
| 호촌리 | 湖村里 | 호촌1리, 호촌2리                                     |                 |

## 아파트
| 단지명           | 건설사     | 시행사       | 주소 | 입주        | 비고     |
| ---------------- | ---------- | ------------ | ---- | ----------- | -------- |
| 다산주공 1단지   | ㈜대림     | 대한주택공사 |      | 2006년 2월  | 국민임대 |
| 다산주공 2단지   | 양우건설   | 대한주택공사 |      | 2007년 10월 | 국민임대 |
| 금류강남타운 1차 | ㈜금류건설 | ㈜금류건설   |      | 1996년 2월  |          |
| 금류강남타운 2차 | ㈜금류건설 | ㈜금류건설   |      | 1997년 2월  |          |
- 다산휴먼시아 3단지 / ㈜서한 - 2011년 3월 입주
- 다산월드메르디앙 / 대창기업 - 2023년 12월 입주
- 다산월드메르디앙 센텀하이 / 은성산업㈜·은성건설㈜ - 2026년 7월 입주

## 사진

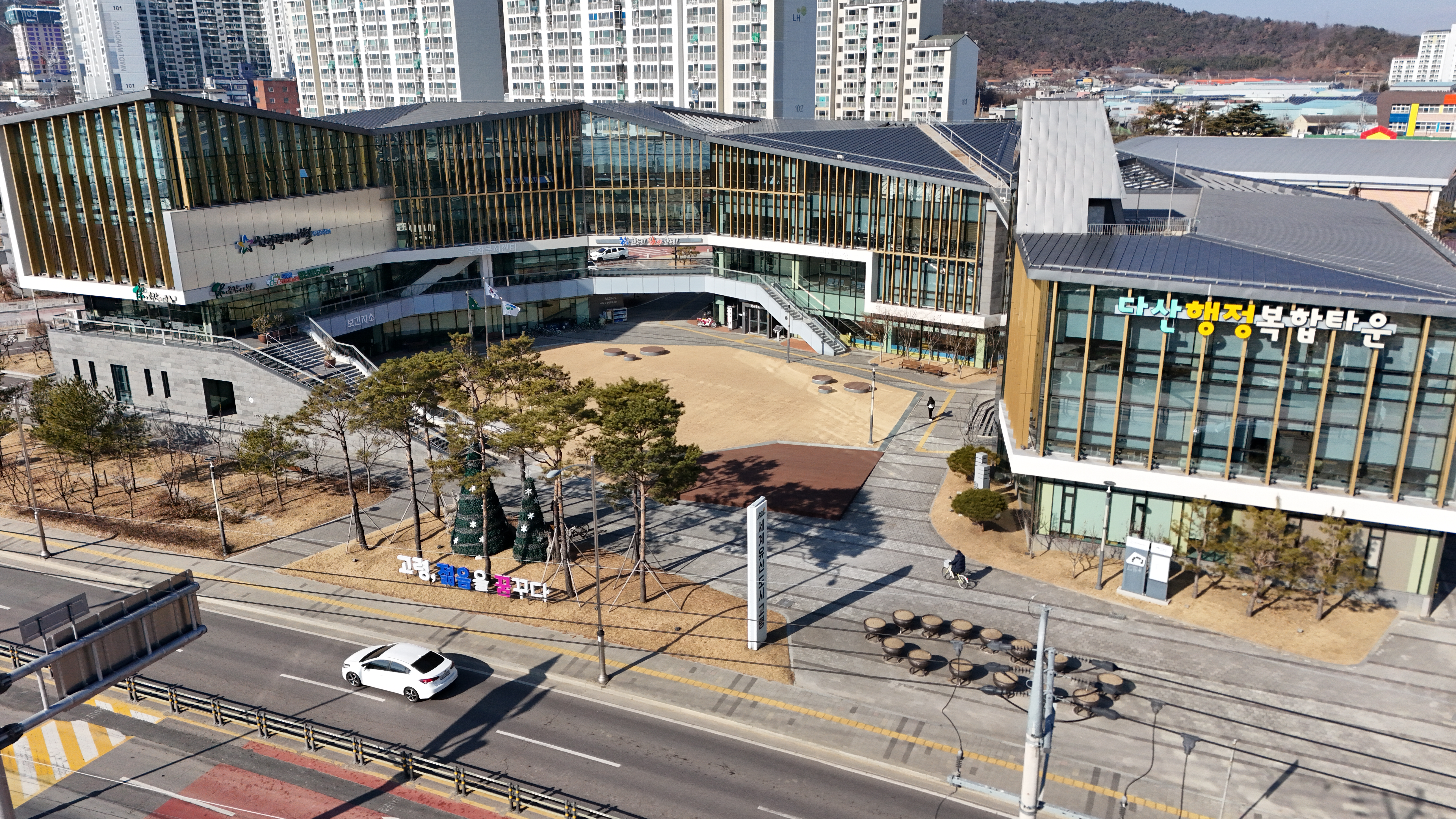
다산면 상곡리에 위치한 다산면사무소

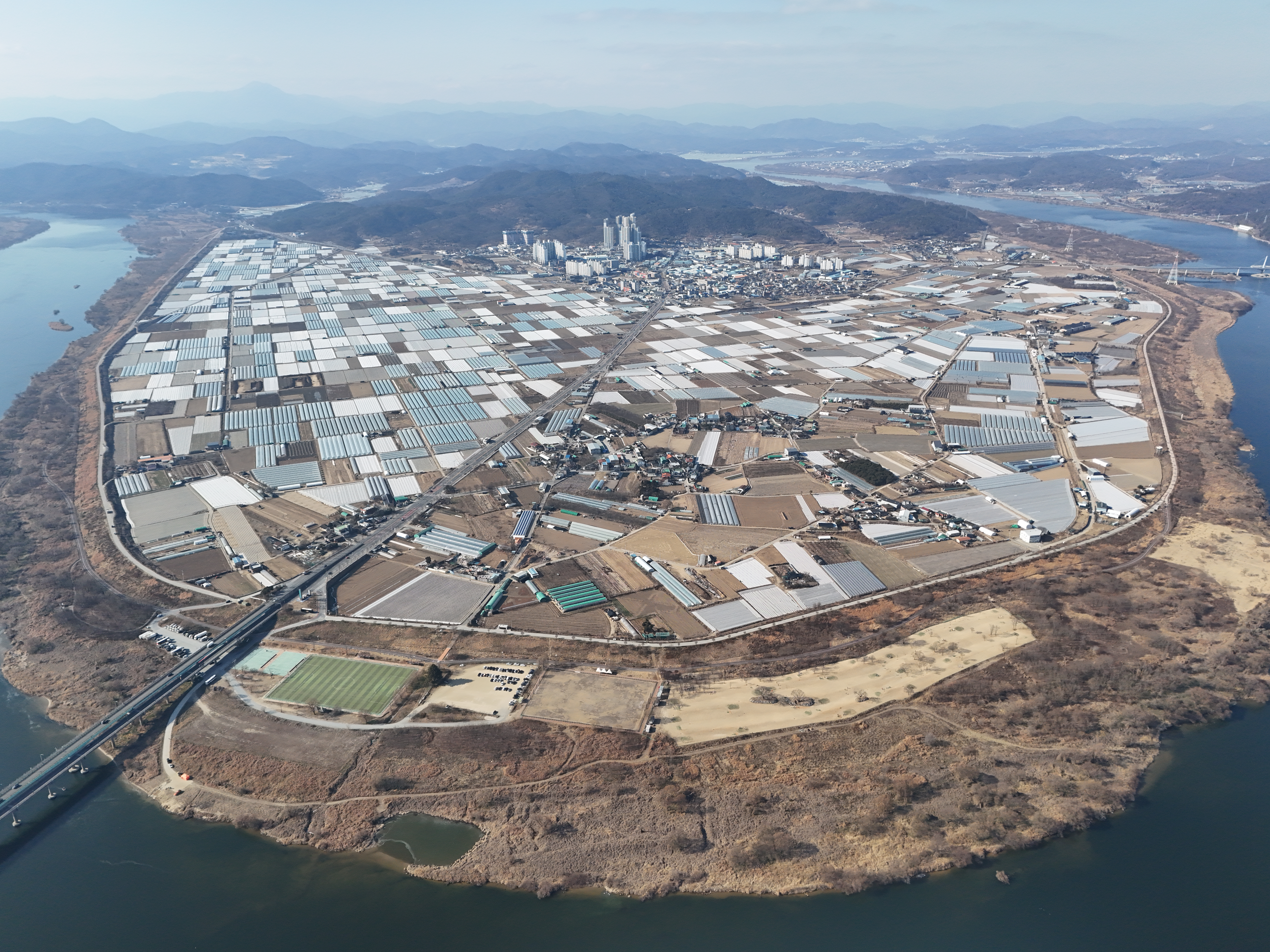
상공에서 바라본 다산면 일대

## 교육
- 다산초등학교
- 다산중학교

## 같이 보기
- 대한민국의 지리